# Líder Supremo do Afeganistão
O Líder Supremo do Afeganistão (em pastó: د افغانستان مشر), oficialmente Líder Supremo do Emirado Islâmico do Afeganistão e também denominado por seu título religioso Amir al-Mu'minin (árabe, lit. 'Comandante dos Fiéis'), é o governante absoluto, chefe de Estado e líder religioso nacional do Afeganistão, bem como o líder do Talibã. O líder supremo exerce autoridade ilimitada e é a fonte final de todas as leis.
O primeiro líder supremo, Mullah Omar, governou o Afeganistão de 1996 a 2001, antes de o seu governo ser deposto pelos Estados Unidos e ele ser forçado ao exílio. O atual líder supremo é Hibatullah Akhundzada, que assumiu o cargo no exílio durante a insurgência talibã em 25 de maio de 2016, ao ser escolhido pelo Conselho de Liderança, e chegou ao poder em 15 de agosto de 2021 com a vitória dos talibãs sobre as forças apoiadas pelos Estados Unidos na Guerra de 2001–2021. Desde que chegou ao poder, Akhundzada emitiu numerosos decretos que remodelaram profundamente o governo e a vida quotidiana no Afeganistão, implementando a sua interpretação rigorosa da escola Hanafi da lei sharia.
O líder supremo nomeia e gere as atividades do primeiro-ministro e de outros membros do gabinete, bem como dos juízes e líderes provinciais e locais.

## História
O posto foi criado pelo mulá Mohammed Omar, que fundou o Talibã e o Emirado Islâmico do Afeganistão original na década de 1990. Em 4 de abril de 1996, em Kandahar, seguidores de Omar concederam-lhe o título de Amir al-Mu'minin (أمير المؤمنين), que significa "Comandante dos Fiéis", já que Omar vestiu uma capa retirada de seu santuário na cidade, afirmando ser o do profeta islâmico Maomé. Os talibãs tomaram o controle de Cabul em 27 de Setembro de 1996, destituindo o Presidente Burhanuddin Rabbani e instalando Omar como chefe de Estado do país.
O Talibã considera o Alcorão como a sua constituição. No entanto, aprovou um dastur, um documento semelhante a uma lei básica, em 1998, que proclamou Omar como líder supremo, mas não delineou um processo de sucessão. Numa entrevista de 1996, Wakil Ahmed Muttawakil afirmou que o Amir al-Mu'minin é "apenas para o Afeganistão", em vez de um califa reivindicando a liderança de todos os muçulmanos em todo o mundo.
Após os ataques de 11 de setembro e a invasão do Afeganistão pelos Estados Unidos em 2001, Omar foi deposto e escondeu-se na província de Zabul, e a presidência foi restaurada como chefe de Estado do Afeganistão. Os talibãs reorganizaram-se para uma insurgência em 2002, com base no Paquistão. Eles continuaram a reivindicar Omar como seu líder supremo, embora ele tivesse pouco envolvimento na insurreição, tendo entregue o controle operacional aos seus representantes. Ainda que o Talibã continuasse a manter o cargo de líder supremo no exílio, não possuia reconhecimento diplomático.
Após a sua ofensiva em 2021, os talibãs recapturaram Cabul em 15 de agosto e restauraram o líder supremo como chefe de Estado do Afeganistão.

## Lista de líderes supremos
Status
| No. | Nome (Nascimento-morte)                               | Cargos adicionais ocupados                                     | Duração do mandato (incluindo no exílio)                            | Duração do mandato (incluindo no exílio)                     | Duração do mandato (incluindo no exílio)                        | Ref.                 |
| No. | Nome (Nascimento-morte)                               | Cargos adicionais ocupados                                     | Assumiu o cargo                                                     | Deixou o cargo                                               | Tempo no cargo                                                  | Ref.                 |
| --- | ----------------------------------------------------- | -------------------------------------------------------------- | ------------------------------------------------------------------- | ------------------------------------------------------------ | --------------------------------------------------------------- | -------------------- |
| 1   | Mullah Mohammed Omar (morreu em 2013)                 | –                                                              | 4 abril 1996 Governante do Afeganistão a partir de 27 setembro 1996 | 23 abril 2013 Governante do Afeganistão até 13 novembro 2001 | 17 anos, 19 dias Governante do Afeganistão por 5 anos, 47 dias  | [ 13 ] [ 22 ] [ 23 ] |
| 2   | Mullah Akhtar Mansour (1960s–2016)                    | Primeiro Vice-Líder (2010–2015)                                | 23 abril 2013                                                       | 29 julho 2015                                                | 2 anos, 97 dias                                                 | [ 24 ] [ 25 ] [ 26 ] |
| 2   | Mullah Akhtar Mansour (1960s–2016)                    | –                                                              | 29 julho 2015                                                       | 21 maio 2016                                                 | 297 dias                                                        | [ 24 ] [ 25 ] [ 26 ] |
| 3   | Sheikh al-Hadith Mullah Mawlawi Hibatullah Akhundzada | Primeiro Vice-Líder (2015–2016) e Chefe de Justiça (2001–2016) | 21 maio 2016                                                        | 25 maio 2016                                                 | 4 dias                                                          | [ 27 ] [ 28 ] [ 9 ]  |
| 3   | Sheikh al-Hadith Mullah Mawlawi Hibatullah Akhundzada | –                                                              | 25 maio 2016 Governante do Afeganistão desde 15 agosto 2021         | Incumbente                                                   | 8 anos, 300 dias Governante do Afeganistão por 3 anos, 218 dias | [ 27 ] [ 28 ] [ 9 ]  |